# Rubycon
| 전문가 평가   | 전문가 평가 |
| 평가 점수     | 평가 점수   |
| 출처          | 점수        |
| ------------- | ----------- |
| AllMusic      | [ 1 ]       |
| Head Heritage | positive    |

《Rubycon》은 1975년에 발매한 독일의 전자 음악 그룹 탠저린 드림의 여섯 번째 스튜디오 음반이다. 《Rubycon》은 베를린 학교의 시퀀서 기반의 사운드를 《Phaedra》의 타이틀곡으로 발전시킨다.
비록 《Phaedra》의 판매 수치와 완전히 일치하지는 않지만, 《Rubycon》은 영국에서 가장 높은 차트의 음반인 14주 만에 10위에 올랐다.

## 음악
이 음반은 두 개의 긴 트랙으로 구성되어 있는데, 각각은 길이가 17분이 조금 넘는다. LP의 A-사이드인 〈Rubycon, Part One〉는 "원초적인 시퀀서 라인이 표면에 거품이 일면서 에코와 멜로트론 합창단의 긴장된 세면대를 통해 흐른다"라고 한다. 〈Rubycon, Part 2〉라는 B-사이드는 "신시사이저 아르페지오가 사물을 따라 운전하기 위해 돌아오기" 전에 "놀라운 귀신들린 방식으로 열린다"고 한다.

## 투어
이 음반이 발매된 후, 크리스토퍼 프랭크의 모그 신시사이저가 순회 공연 도중 손상되었고 프랭크는 전기 충격으로 거의 죽을 뻔했다.

## 곡 목록
모든 곡들은 에드가 프로에제, 크리스토퍼 프랭크 그리고 피터 바우만에 의해 작곡하였다.
| #  | 제목                  | 재생 시간 |
| -- | --------------------- | --------- |
| 1. | 〈Rubycon, Part One〉 | 17:18     |
| 2. | 〈Rubycon, Part Two〉 | 17:35     |

## 차트
| 차트 (1976년)                     | 순위 |
| --------------------------------- | ---- |
| 오스트레일리아 (켄트 뮤직 리포트) | 95위 |
| 영국 음반 차트                    | 10위 |